# Arganasaurus lyazidi
L'arganasauro (Arganasaurus lyazidi) è un anfibio estinto, appartenente ai temnospondili. Visse nel Triassico superiore (Carnico, circa 222-221 milioni di anni fa) e i suoi resti fossili sono stati ritrovati in Marocco.

## Descrizione
Questo animale è noto per alcuni resti ben conservati, principalmente del cranio, che ne rendono possibile la ricostruzione. Arganasaurus era un anfibio dal cranio largo e piatto, dalle orbite rivolte verso l'alto e poste in posizione molto avanzata. Era molto simile ad altri animali come Metoposaurus o Koskinonodon, ma le specializzazioni craniche erano minori. Rispetto all'assai simile (ma leggermente più antico) Dutuitosaurus, vissuto negli stessi luoghi, Arganasaurus era dotato di intercentri vertebrali più corti ed era sprovvisto di pleurocentri; inoltre Arganasaurus era molto più piccolo di Dutuitosaurus, e non doveva superare i due metri di lunghezza. Infine, l'incisura otica sul retro del cranio era meno profonda.

## Classificazione
I fossili di questo animale vennero ritrovati nel bacino di Argana (Marocco occidentale) in terreni risalenti alla fine del Carnico (Triassico superiore) e vennero descritti per la prima volta da Dutuit nel 1976 come una nuova specie del genere Metoposaurus (M. lyazidi). Nel 1993, una revisione dei reperti attribuiti a Metoposaurus portò all'istituzione del genere Arganasaurus per questi fossili del Marocco. 
Arganasaurus è considerato un rappresentante dei metoposauridi, un gruppo di anfibi temnospondili di grosse dimensioni e dal capo molto appiattito, dalle abitudini strettamente acquatiche. In particolare, Arganasaurus rappresenterebbe un grado evolutivo successivo a forme basali quali Dutuitosaurus, vissuto sempre nel Carnico nel bacino di Argana qualche milione di anni prima. 